# Diego Peralta
Diego Peralta (Livorno, 27 settembre 1996) è un calciatore italiano di origini argentine, centrocampista o attaccante del Catania.

## Carriera
Inizia a giocare a calcio nelle giovanili della Fiorentina. Il 23 luglio 2015 viene ceduto in prestito al Pisa, in Lega Pro. Dopo aver conquistato la promozione in Serie B, il 12 luglio 2016 viene acquistato a titolo definitivo dai nerazzurri. Il 25 gennaio 2018 passa in prestito all'Extremadura UD, nella terza divisione spagnola. L'11 luglio 2018 firma un triennale con il Novara, che il 22 gennaio 2019 lo cede in prestito all’Olbia. Il 12 settembre 2020 firma un biennale con la Ternana, in Serie C. Con i rossoverdi nel 2021 vince il campionato e la Supercoppa di Serie C. Il 19 luglio 2022 viene ingaggiato dal Foggia, in Serie C. Il 10 gennaio 2024 passa a titolo definitivo al Catania. L'8 agosto successivo viene ceduto in prestito al Trento.

## Statistiche

### Presenze e reti nei club
Statistiche aggiornate al 4 maggio 2025.
| Stagione        | Squadra         | Campionato      | Campionato | Campionato | Coppe nazionali | Coppe nazionali | Coppe nazionali | Coppe continentali | Coppe continentali | Coppe continentali | Altre coppe | Altre coppe | Altre coppe | Totale | Totale |
| Stagione        | Squadra         | Comp            | Pres       | Reti       | Comp            | Pres            | Reti            | Comp               | Pres               | Reti               | Comp        | Pres        | Reti        | Pres   | Reti   |
| --------------- | --------------- | --------------- | ---------- | ---------- | --------------- | --------------- | --------------- | ------------------ | ------------------ | ------------------ | ----------- | ----------- | ----------- | ------ | ------ |
| 2015-2016       | Pisa            | LP              | 25+5       | 2+1        | CI+CI-LP        | 2+2             | 0+1             | -                  | -                  | -                  | -           | -           | -           | 34     | 4      |
| 2016-2017       | Pisa            | B               | 34         | 0          | CI              | 3               | 0               | -                  | -                  | -                  | -           | -           | -           | 37     | 0      |
| 2017-gen. 2018  | Pisa            | C               | 6          | 0          | CI+CI-C         | 2+1             | 0               | -                  | -                  | -                  | -           | -           | -           | 9      | 0      |
| Totale Pisa     | Totale Pisa     | Totale Pisa     | 65+5       | 2+1        |                 | 10              | 1               |                    | -                  | -                  |             | -           | -           | 80     | 4      |
| gen.-giu. 2018  | Extremadura UD  | SDB             | 3          | 0          | CR              | -               | -               | -                  | -                  | -                  | -           | -           | -           | 3      | 0      |
| 2018-gen. 2019  | Novara          | C               | 7          | 0          | CI              | 3               | 1               | -                  | -                  | -                  | -           | -           | -           | 10     | 1      |
| gen.-giu.2019   | Olbia           | C               | 13         | 2          | CI-C            | -               | -               | -                  | -                  | -                  | -           | -           | -           | 13     | 2      |
| 2019-2020       | Novara          | C               | 24+2       | 3+0        | CI+CI-C         | 1+1             | 0               | -                  | -                  | -                  | -           | -           | -           | 28     | 3      |
| Totale Novara   | Totale Novara   | Totale Novara   | 31+2       | 3          |                 | 5               | 1               |                    | -                  | -                  |             | -           | -           | 38     | 4      |
| 2020-2021       | Ternana         | C               | 28         | 5          | CI              | -               | -               | -                  | -                  | -                  | SC          | 2           | 1           | 30     | 6      |
| 2021-2022       | Ternana         | B               | 16         | 1          | CI              | 3               | 2               | -                  | -                  | -                  | -           | -           | -           | 19     | 3      |
| Totale Ternana  | Totale Ternana  | Totale Ternana  | 44         | 6          |                 | 3               | 2               |                    | -                  | -                  |             | 2           | 1           | 49     | 9      |
| 2022-2023       | Foggia          | C               | 33+9       | 4+1        | CI-C            | 5               | 0               | -                  | -                  | -                  | -           | -           | -           | 47     | 5      |
| 2023-gen. 2024  | Foggia          | C               | 18         | 1          | CI+CI-C         | 1+2             | 0+2             | -                  | -                  | -                  | -           | -           | -           | 21     | 3      |
| Totale Foggia   | Totale Foggia   | Totale Foggia   | 51+9       | 5+1        |                 | 8               | 2               |                    | -                  | -                  |             | -           | -           | 68     | 8      |
| gen.-giu. 2024  | Catania         | C               | 11         | 0          | CI-C            | 3               | 0               | -                  | -                  | -                  | -           | -           | -           | 14     | 0      |
| 2024-2025       | Trento          | C               | 31+1       | 1+0        | CI-C            | 2               | 0               | -                  | -                  | -                  | -           | -           | -           | 34     | 1      |
| Totale carriera | Totale carriera | Totale carriera | 249+17     | 19+2       |                 | 31              | 6               |                    | -                  | -                  | -           | 2           | 1           | 299    | 28     |

## Palmarès

### Club

#### Competizioni nazionali
- Serie C: 1

Ternana: 2020-2021 (Girone C)
- Supercoppa di Serie C: 1

Ternana: 2021
- Coppa Italia Serie C: 1

Catania: 2023-2024